# ダブル (サッカー)
ダブル（英語：The Double）とは、サッカークラブが同一シーズン内のリーグ戦とカップ戦のふたつに優勝すること、もしくはホーム・アンド・アウェーのリーグ戦などにおいて同じ対戦相手に連勝もしくは連敗すること。本項では日本語における二冠にあたる前者について述べる。
リーグ戦とカップ戦とリーグカップ戦の優勝はトレブル（The Treble）、カップ戦とリーグカップ戦の優勝はカップ・ダブル（The Cup Double）と呼ばれる。
2022-23シーズン終了現在、世界で最も多くダブルを達成しているクラブは、北アイルランドのリンフィールドFC（25回）である。

## 各国のリーグ戦、カップ戦
| 国名           | リーグ戦、カップ戦                                     |
| -------------- | ------------------------------------------------------ |
| イングランド   | プレミアリーグ、FAカップ                               |
| スペイン       | プリメーラ・ディビシオン、コパ・デル・レイ             |
| ドイツ         | ブンデスリーガ、DFBポカール                            |
| イタリア       | セリエA、コッパ・イタリア                              |
| フランス       | リーグ・アン、クープ・ドゥ・フランス                   |
| オランダ       | エールディヴィジ、KNVBカップ                           |
| ポルトガル     | スーペル・リーガ、ポルトガル・カップ                   |
| ベルギー       | プロ・リーグ、ベルギーカップ                           |
| スコットランド | スコティッシュ・プレミアリーグ、スコティッシュ・カップ |
| オーストリア   | ブンデスリーガ、オーストリア・カップ                   |
| トルコ         | シュペルリガ、テュルキエ・クパス                       |
| ロシア         | ロシア・プレミアリーグ、ロシア・カップ                 |
| ブラジル       | ブラジル全国選手権、コパ・ド・ブラジル                 |
| アメリカ合衆国 | メジャーリーグサッカー、USオープンカップ               |
| 日本           | Jリーグ、天皇杯                                        |
| 韓国           | Kリーグ、韓国FAカップ                                  |
| 中国           | 中国スーパーリーグ、中国FAカップ                       |

## ダブルの一覧

### イングランド
- 1888-89 プレストン・ノース・エンドFC
- 1896-97 アストン・ヴィラFC
- 1960-61 トッテナム・ホットスパーFC
- 1970-71 アーセナルFC
- 1985-86 リヴァプールFC
- 1993-94 マンチェスター・ユナイテッドFC
- 1995-96 マンチェスター・ユナイテッドFC (2)
- 1997-98 アーセナルFC (2)
- 1998-99 マンチェスター・ユナイテッドFC (3) ※このシーズンはトレブルを達成。
- 2001-02 アーセナルFC (3)
- 2009-10 チェルシーFC
- 2018-19 マンチェスター・シティFC ※このシーズンは国内トレブルを達成。
- 2022-23 マンチェスター・シティFC (2) ※このシーズンはトレブルを達成。

### スペイン
- 1929-30 アスレティック・ビルバオ
- 1930-31 アスレティック・ビルバオ (2)
- 1942-43 アスレティック・ビルバオ (3)
- 1951-52 FCバルセロナ
- 1952-53 FCバルセロナ (2)
- 1955-56 アスレティック・ビルバオ (4)
- 1958-59 FCバルセロナ (3)
- 1961-62 レアル・マドリード
- 1974-75 レアル・マドリード (2)
- 1979-80 レアル・マドリード (3)
- 1983-84 アスレティック・ビルバオ (5)
- 1988-89 レアル・マドリード (4)
- 1995-96 アトレティコ・マドリード
- 1997-98 FCバルセロナ (4)
- 2008-09 FCバルセロナ (5) ※このシーズンはトレブルを達成。
- 2014-15 FCバルセロナ (6) ※このシーズンはトレブルを達成。
- 2015-16 FCバルセロナ (7)
- 2017-18 FCバルセロナ (8)
- 2024-25 FCバルセロナ (9)

### ドイツ
- 1936-37 シャルケ04
- 1968-69 バイエルン・ミュンヘン
- 1977-78 1.FCケルン
- 1985-86 バイエルン・ミュンヘン (2)
- 1999-00 バイエルン・ミュンヘン (3)
- 2002-03 バイエルン・ミュンヘン (4)
- 2003-04 ヴェルダー・ブレーメン
- 2004-05 バイエルン・ミュンヘン (5)
- 2005-06 バイエルン・ミュンヘン (6)
- 2007-08 バイエルン・ミュンヘン (7)
- 2009-10 バイエルン・ミュンヘン (8)
- 2011-12 ボルシア・ドルトムント
- 2012-13 バイエルン・ミュンヘン (9) ※このシーズンはトレブルを達成。
- 2013-14 バイエルン・ミュンヘン (10)
- 2015-16 バイエルン・ミュンヘン (11)
- 2019-20 バイエルン・ミュンヘン (12) ※このシーズンはトレブルを達成。

### イタリア
- 1942-43 トリノFC
- 1959-60 ユヴェントスFC
- 1986-87 SSCナポリ
- 1994-95 ユヴェントスFC (2)
- 1999-00 SSラツィオ
- 2005-06 インテルナツィオナーレ・ミラノ
- 2009-10 インテルナツィオナーレ・ミラノ (2) ※このシーズンはトレブルを達成。
- 2014-15 ユヴェントスFC (3)
- 2015-16 ユヴェントスFC (4)

### フランス
- 1933–34 FCセト
- 1935–36 ラシン・パリ
- 1951–52 OGCニース
- 1957–58 スタッド・ランス
- 1962–63 ASモナコ
- 1967–68 ASサンテティエンヌ
- 1969–70 ASサンテティエンヌ (2)
- 1971–72 オリンピック・マルセイユ
- 1973–74 ASサンテティエンヌ (3)
- 1974–75 ASサンテティエンヌ (4)
- 1986–87 FCジロンダン・ボルドー
- 1988–89 オリンピック・マルセイユ (2)
- 1995–96 AJオセール
- 2007–08 オリンピック・リヨン
- 2014-15 パリ・サンジェルマンFC ※このシーズンは国内トレブルを達成。
- 2015-16 パリ・サンジェルマンFC (2) ※このシーズンは国内トレブルを達成。
- 2017-18 パリ・サンジェルマンFC (3) ※このシーズンは国内トレブルを達成。
- 2019-20 パリ・サンジェルマンFC (4) ※このシーズンは国内トレブルを達成。

### 日本
男子
- 2000 鹿島アントラーズ ※このシーズンは国内トレブルを達成。
- 2006 浦和レッズ
- 2007 鹿島アントラーズ (2)
- 2014 ガンバ大阪 ※このシーズンは国内トレブルを達成。
- 2016 鹿島アントラーズ (3)
- 2020 川崎フロンターレ
- 2024 ヴィッセル神戸

男子（日本プロサッカーリーグ発足前）
- 1965 東洋工業サッカー部
- 1967 東洋工業サッカー部
- 1972 日立製作所本社サッカー部
- 1973 三菱重工業サッカー部
- 1974 ヤンマーディーゼルサッカー部
- 1976 古河電気工業サッカー部
- 1977 藤和不動産サッカー部
- 1978 三菱重工業サッカー部 ※このシーズンは国内トレブルを達成。
- 1979 フジタ工業
- 1984 読売サッカークラブ
- 1986 読売サッカークラブ
- 1988 日産自動車サッカー部 ※このシーズンは国内トレブルを達成。
- 1989 日産自動車サッカー部 ※このシーズンは国内トレブルを達成。

女子
- 1993 読売ベレーザ
- 1996 日興證券ドリームレディース
- 2000 日テレ・ベレーザ (2)
- 2003 田崎ペルーレ
- 2005 日テレ・ベレーザ (3)
- 2007 日テレ・ベレーザ (4) ※このシーズンは国内トレブルを達成。
- 2008 日テレ・ベレーザ  (5)
- 2011 INAC神戸レオネッサ
- 2012 INAC神戸レオネッサ (1)
- 2013 INAC神戸レオネッサ (2) ※このシーズンは国内トレブルを達成。
- 2017 日テレ・ベレーザ (6)
- 2018 日テレ・ベレーザ (7) ※このシーズンは国内トレブルを達成。
- 2019 日テレ・ベレーザ (8) ※このシーズンはトレブルを達成。

## 関連事項
- トレブル